# Barão de Ornelas
Barão de Ornelas foi um título nobiliárquico criado por D. Luís I por Decreto de 14 de Outubro de 1886 a favor de António Evaristo de Ornelas, médico originário de Câmara de Lobos que viveu e exerceu Medicina em Paris.

## Titulares

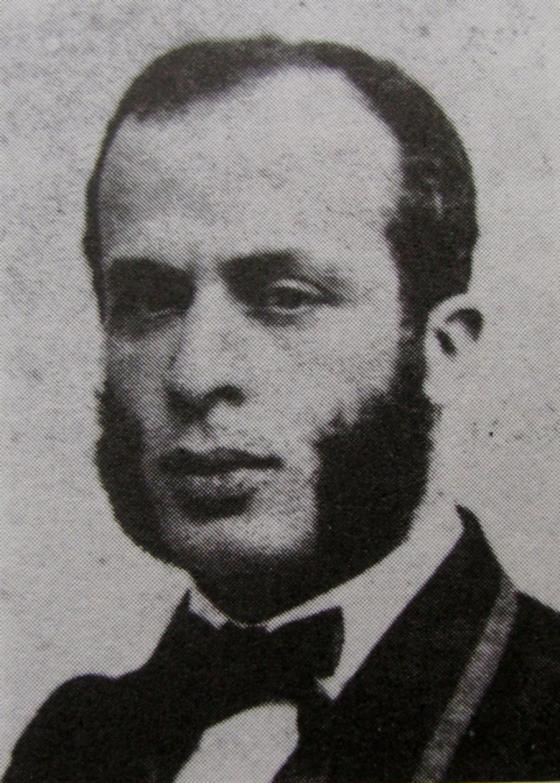
António Evaristo de Ornelas, 1.º Barão de Ornelas, cerca de 1870.

1. António Evaristo de Ornelas (1829-1904), 1º barão de Ornelas
2. Carlos Evaristo de Ornelas (1874-1961), 2º barão de Ornelas
3. Tomás Vicente de Ornelas (1877-1963), 3º barão de Ornelas
4. Manuel Luís José de Ornelas, 4º barão de Ornelas